# Ethan Kohler
Ethan Kohler (* 20. Mai 2005 in Campbell, Kalifornien) ist ein US-amerikanischer Fußballspieler.

## Karriere

### Verein
Aus der Jugend der SJE Academy kommend wechselte Kohler zur Saison 2023 in den Kader der Oakland Roots. In der MLS Next Pro hatte er es für San Jose Earthquakes II bereits auf elf Einsätze gebracht. Für Oakland kam er in der USLC hingegen nie zum Einsatz. Lediglich in der zweiten Runde des US Open Cup 2023 stand er einmal in der Startelf und bereitet auch ein Tor vor. Im Juni 2023 nahm ihn der Bundesligist Werder Bremen unter Vertrag. Dort wurde er sowohl in der U19 als auch in der U23 eingesetzt. Zur Saison 2025/26 wurde er an den Drittligisten SC Verl ausgeliehen.

### Nationalmannschaft
Im April 2022 war er mit der US-amerikanischen U-19-Nationalmannschaft unterwegs. Es ist jedoch nicht bekannt, ob er für diese eingesetzt wurde.